# Єжи Потц
Єжи Потц (пол. Jerzy Potz, нар. 1 лютого 1953, Лодзь — пом. 27 січня 2000, Франкфурт-на-Майні) — польський хокеїст, що грав на позиції захисника. Грав за збірну команду Польщі.

## Ігрова кар'єра
Вихованець клубу ЛКС (Лодзь) за який і розпочав професійну хокейну кар'єру в 1971 році. Виступав за польську команду до 1982. За дванадцять сезонів у ЛКС провів 420 матчів, закинув 73 шайби. 
Надалі захищав кольори німецьких команд «Франкфурт Лайонс» та ХК «Бад-Наугайм».
У складі національної збірної Польщі провів 198 матчів закинув 20 шайб; у складі збірної чотири рази брав участь в зимових Олімпіадах 1972, 1976, 1980 та 1988 років.
По завершенні кар'єри гравця працював тренером в німецьких клубах, зокрема, «Касселя», «Франкфурт Лайонс».

## Смерть
Помер від раку. Похований на цвинтарі по вулиці Огродовій в Лодзі. З 2013 в Лодзі проходить міжнародний хокейний турнір —
Меморіал Єжи Потца.  